# Manuel Antônio Ribeiro de Castro
Manuel Antonio Ribeiro de Castro, primeiro barão com grandeza de Santa Rita, (São Miguel de Caldas, 8 de Novembro de 1767 — Campos dos Goytacazes, 26 de Maio de 1854), foi um negociante, fazendeiro, senhor de engenho e político português radicado no Brasil.

## Biografia
Nasceu em São Miguel de Caldas, então arcebispado de Braga, então freguesia do município de Guimarães, atualmente freguesia do município de Vizela, Portugal.
Em 1789 era negociante matriculado na Real Junta do Comércio de Lisboa. Emigrou para o Brasil e estabeleceu-se ma Vila de São Salvador de Campos, atual Campos dos Goytacazes (RJ). Como a região estava com grande desenvolvimento da produção de açúcar, tornou-se então um destacado fazendeiro.
Foi o último capitão-mor da antiga vila de São Salvador de Campos dos Goytacazes.
Foi cavaleiro da Imperial Ordem de Cristo e oficial da Imperial Ordem da Rosa.
Recebeu o título de barão de Santa Rita, referente à freguesia de Santa Rita da Lagoa de Cima, atual distrito de Ibitioca de Campos dos Goytacazes, onde situava-se a sua Fazenda do Queimado. Foi concedida grandeza por decreto de 11 de outubro de 1848, embora não tenha havido a retificação no "Titulares do Império".
Faleceu na sua fazenda do Queimado, freguesia de Santa Rita da Lagoa de Cima, no município de Campos dos Goytacazes.

## Genealogia
Casou em 24 de maio de 1797 com a campista D. Anna Francisca Baptista de Almeida Pinheiro, conhecida como "A Fortuna", grande latifundiária, viúva do capitão Jerônimo Álvares Pereira, mãe do comendador João de Almeida Pereira e avó do conselheiro João de Almeida Pereira Filho. O casal teve os seguintes filhos:
- Rachel Francisca Ribeiro de Castro, que casou com Manuel Pinto Neto da Cruz, o barão de Muriaé, e, já viúva, recebeu o título de Viscondessa de Muriaé.

- Francisca Antonia Ribeiro de Castro, que casou com José Carneiro da Silva, primeiro barão e primeiro visconde com grandeza de Araruama;

- Comendador Joaquim Ribeiro de Castro, que casou com sua sobrinha Anna Seraphina de Castro Carneiro da Silva, filha do primeiro visconde de Araruama;

- Comendador Jerônimo Ribeiro de Castro, que casou com sua sobrinha (por parte do primeiro casamento de sua mãe) Úrsula Carolina de Almeida Pereira, irmã do conselheiro João de Almeida Pereira Filho;

- Comendador Francisco Ribeiro de Castro, que casou com Ana Teresa Diniz e Souza;

- Comendador Antônio Ribeiro de Castro, que casou com sua sobrinha Ana Joaquina de Castro Netto, filha do barão e da viscondessa de Muriaé;

- Comendador Julião Ribeiro de Castro, que casou com sua sobrinha Maria Isabel de Castro Carneiro da Silva, filha do primeiro visconde de Araruama;

- Comendador José Ribeiro de Castro, segundo barão e primeiro visconde de Santa Rita, que casou com sua sobrinha Maria Antonia de Castro Netto, filha do barão e da viscondessa de Muriaé;

- Ana Francisca Ribeiro de Castro, casada com o doutor Francisco Baptista de Souza Cabral;

- Comendador Manoel Antonio Ribeiro de Castro, casado com Maria Ignácia do Souto-Maior.